# Paul Philémon Rastoul
Barthelemi Paul Émile Philémon Rastoul, né à Thézan-lès-Béziers (Hérault) le 1er octobre 1835 et mort en Nouvelle-Calédonie en 1875, est une personnalité de la Commune de Paris.

## Biographie
Fils d'agriculteur, il est reçu docteur en médecine de l'université de Montpellier après avoir soutenu une thèse intitulée Fragments d'hygiène prophylactique (Fonctions génératrices, fonctions de mouvement) le 23 août 1862.
Établi comme médecin à Paris, il sert dans le 9e bataillon de la garde nationale pendant le siège de Paris par les Allemands (septembre 1870 - mars 1871). 
Il préside le Club des Montagnards et organise à ses frais une ambulance. Le 26 mars 1871, il est élu au Conseil de la Commune par le 10e arrondissement ; il siège à la commission des services publics et est nommé le 9 avril inspecteur général des Ambulances. Il vote contre la création du Comité de Salut public préférant un dictateur. 
Arrêté après la Semaine sanglante, il est condamné à la déportation simple en Nouvelle-Calédonie, en septembre 1871. Exerçant comme médecin à Nouméa, il est autorisé à y faire venir sa famille. Sa compagne Juliette Lopez, née Lebeau, débarque en Nouvelle-Calédonie le 23 octobre 1873, ayant voyagé sur le Fénelon, navire affrêté par le gouvernement pour les familles des déportés, voyageant à leurs frais. Mais, après l'évasion d'Henri Rochefort en mars 1874, il est interné à l'Ile des Pins, et Juliette, expulsée, s'installe en Australie. En 1875, il se noie avec 19 autres déportés lors d'une tentative d'évasion.
Juliette Rastoul travaille à Sydney comme professeur de français, avant d'épouser en 1880 le peintre Lucien Henry, lui aussi un communard exilé. Ensemble, ils deviendront des piliers de la vie culturelle de Sydney des années 1880 et 1890.

### Notices biographiques
- Jules Clère, Les hommes de la Commune : Biographie complète de tous ses membres, Paris, Libraire-éditeur É. Dentu, 1871, xiv-195, 1 vol. in-18 (OCLC 457798492, lire en ligne sur Gallica), p. 144-146
  - Jules Clère, Les hommes de la Commune : Biographie complète de tous ses membres, Paris, Libraire-éditeur É. Dentu, 1871, 4e éd. (1re éd. 1871), vi-215, 1 vol. in-18 (lire en ligne sur Gallica), p. 160-161
- Paul Delion, Les membres de la Commune et du Comité central, Paris, A. Lemerre éditeur, août 1871, 446 p. (lire en ligne sur Gallica), p. 184-185
- Bernard Noël, Dictionnaire de la Commune, Coaraze, L'Amourier éditions, coll. « Bio », avril 2021 (1re éd. 1971), 799 p. (ISBN 978-2-36418-060-4, ISSN 2259-6976, présentation en ligne), p. 674
- « Notice Rastoul Paul, Émile, Barthélémy, Philémon », sur maitron.fr, Le Maitron, dictionnaire bibliographique du mouvement ouvrier et du mouvement social, Association Les Amis du Maitron (consulté le 17 août 2021)